# Minipivovar
Minipivovar (někdy řemeslný pivovar) je označení pro malý pivovar, jehož roční výstav je nejvíc 10 000 hektolitrů piva. V Česku v současnosti (2019) existuje 480 minipivovarů.

## Minipivovary v ČR
V České republice v roce 2019 existovalo 480 minipivovarů, jejichž produkce představovala přibližně 400 000 hektolitrů piva (průměrně přibližně 950 hl na jeden minipivovar); podíl z celkového tuzemského výstavu (21,3 milionu hektolitrů v roce 2018) se v posledních letech před rokem 2019 pohyboval přibližně na úrovni 2 až 2,5 procenta.
| Rok  | Počet minipivovarů | Zaplacená daň (v mil. Kč) |
| ---- | ------------------ | ------------------------- |
| 2013 | 192                | 26,4                      |
| 2014 | 236                | 33,5                      |
| 2015 | 291                | 42,0                      |
| 2016 | 345                | 52,0                      |
| 2017 | 395                | 57,6                      |
| 2018 | 440                |                           |
| 2019 | 480                |                           |
| 2020 | 499                |                           |
| 2021 | 505                |                           |
| 2022 | 515                |                           |
| 2023 | 551                |                           |

České minipivovary se sdružují v profesním sdružení – Českomoravském svazu minipivovarů (ČMSM), který vznikl v roce 2011. V Královské zahradě na Pražském hradě se každoročně koná festival minipivovarů.